# Sr. y Sra. Baudelaire
Beatrice y Bertrand Baudelaire son personajes ficticios en Una serie de catastróficas desdichas de Lemony Snicket. Ellos son los padres de Violet Baudelaire, Klaus Baudelaire y Sunny Baudelaire. Ambos murieron en el incendio que destruyó la Mansión Baudelaire.

## Bertrand Baudelaire
Snicket ha dicho que Bertrand Baudelaire era un hombre amable y jovial. En El penúltimo peligro, se reveló que su nombre era Bertrand. Él y su esposa eran miembros de la organización secreta V.F.D. y eran amigos de muchos de los miembros.
Según en El hospital captivo, él era un buen chef y su necesidad de abrir latas de Leche condensada fue lo que hizo que Sunny empezara a interesarse en la cocina.
También era buen amigo de Dewey Denouement, y Dewey mencionó que a ambos les gustaba recitar juntos un poema humorístico Americano del siglo diecinueve compuesto por John Godfrey Saxe.

## Beatrice Baudelaire
En Las Cartas de Beatrice, publicado antes de El Fin, se reveló que el nombre completo de Beatrice es Beatrice Baudelaire, emparentándola con los huérfanos Baudelaire. Más adelante se aclara que esta Beatrice es la madre de los huérfanos Baudelaire, y que existe otra Beatrice Baudelaire, la hija de Kit Snicket, que nace en El Fin y es criada por los huérfanos. Las Cartas de Beatrice revela que ambas Beatrices son "baticeers" (persona que entrena murciélagos). Baticeer es un anagrama de Beatrice, así como "My Silence Knot"(Mi Nudo Silencioso) es un anagrama en inglés de Lemony Snicket y con frecuencia es usado en las cartas que Beatrice le envía a Lemony posiblemente en código.
Lemony Snicket estaba enamorado de Beatrice y estaban comprometidos, pero ella canceló la boda y se casó con Bertrand. Hay varias indirectas dispersas a través de la serie como la razón por la cual canceló la boda. Según en Lemony Snicket: La Autobiografía No Autorizada, a Lemony Snicket lo reportaron como muerto en El Diario Punctilio. Esto posiblemente fue la razón, porque en La cueva oscura(The Grim Grotto), Snicket menciona que el Capitán Widdershins convence a Beatrice de que cierta historia en un periódico era cierta. La otra evidencia de esto es que ella había planeado nombrar 'Lemony' a Violet si ella hubiese nacido niño, ya que su familia acostumbra nombrar a sus hijos con nombres de amigos fallecidos. Se puede asumir que Beatrice por un tiempo creyó que Snicket estaba muerto. Cuando se reveló que Lemony estaba vivo, ella ya se había casado con Bertrand y ya no podía casarse con él. Sin embargo, posiblemente esta no es la razón por la cual Beatrice canceló su compromiso con Lemony, como se dijo en Las Cartas de Beatrice ella le regresó su anillo de compromiso y le envió un libro de 200 páginas explicándole porque no podían casarse, aunque eso pudo haber ocurrido después de que se reveló que él estaba vivo. En El Fin, cuando Kit Snicket se acercaba a la muerte, les dijo a los niños Baudelaire que "sus familias siempre han estado cerca, incluso cuando han permanecido alejados".
Snicket menciona la muerte de Beatrice en la dedicatoria de cada libro, con la posible excepción del capítulo catorce (en El Fin).
Beatrice, la madre de los huérfanos Baudelaire, tal vez le robó el Azucarero a Esmé Miseria, un importante artefacto en la serie. En El ascensor artificioso, Esmé les dice a los Baudelaire: "quiero robarles de la misma manera en que Beatrice me robó a mi." En El penúltimo peligro, Esmé grita: "Beatrice me robó el azucarero a mí!" Sin embargo, en El hospital captivo, Lemony Snicket afirma que él, y no Beatrice, fue el que robó el azucarero.
Incluso antes del lanzamiento del libro trece, ya se había especulado que Beatrice era la madre de los Baudelaire, basándose que en la lista de anagramas en El hospital captivo incluye un anagrama de "Beatrice Baudelaire". Sin embargo, la misma lista incluye un anagrama de "Red Herring" (arenque rojo)(un pasaje similar, yuxtapone evidencia de que Beatrice es la Sra. Baudelaire y el "arenque rojo" es un anagrama que aparece en La Autobiografía No Autorizada. Sin embargo, el arenque rojo también puede ser el anagrama en inglés de "Monty Kensickle', otro anagrama es Lemony Snicket). Los Baudelaire han oído su nombre dos veces dicho por Esmé Miseria, pero ellos no tuvieron la oportunidad de discutirlo, por lo tanto era difícil saber si el nombre significaba algo para ellos.
Las Cartas de Beatrice revelan que Beatrice y Lemony se conocieron por primera vez cuando eran niños estudiantes y Beatrice era amiga y compañera de clase de la Duquesa de Winnipeg, o R.

## Sus muertes
Sus muertes en el incendio fue lo que le dio el inicio al primer libro de la serie, Un mal principio. Explícitamente no se ha asegurado si el incendio fue accidental o si fue un Incendio intencional, Snicket ha mencionado muchas veces en forma indirecta que alguien más estuvo en la Mansión Baudelaire cuando comenzó el incendio. También, ha dicho que Isadora, Duncan y Quigley Quagmire han perdidó a sus padres de forma similar, en un incendio provocado, por lo tanto los miembros de V.F.D. son ciertamente sospechosos.
Más pistas fueron reveladas en El Ascensor Artificioso cuando los niños Baudelaire descubren un pasadizo secreto en la finca del número 667 de la Avenida Oscura que llega a los restos de cenizas que quedan de su antiguo hogar.

## Posible superviviente
Las siguientes pistas fueron encontradas en los siguientes libros: El hospital captivo. La página 13 del Archivo Snicket, es la única página encontrada en la oficina administrativa del hospital, la cual dice "Debido a la evidencia discutida en la página nueve, los expertos ahora sospechan que tal vez, puede que, uno de ellos haya sobrevivido al incendio, pero el paradero del superviviente se desconoce." Los niños Baudelaire tomaron esto, pensando que tal vez uno de sus padres sigue con vida. En La pendiente resbaladiza, Quigley Quagmire menciona que él cree que el padre de los Baudelaire es el superviviente. Sin embargo, Lemony Snicket ha hecho comentarios en los que dice que sin lugar a dudas el padre está muerto. También es posible que el incendio mencionado en realidad era el incendio de los Quagmire, y que el superviviente es en realidad Quigeley.
En El carnaval carnívoro, cuando El hombre con ganchos en vez de manos dice que uno de los padres sigue con vida, Lemony Snicket afirma que no es cierto. Sin embargo, esto puede tomarse de muchas maneras: puede ser que ambos estén muertos, ambos vivos, o puede ser que la parte en la que creen que uno de sus padres está escondido en las Montañas Moratin sea errónea. Snicket también pudo haberse referido a muchas de las cosas que el hombre con ganchos en vez de manos dijo en el mismo enunciado, por ejemplo, a la caravana de regalos se le acabaron las estatuillas. Sin embargo, esto es muy improbable. También es improbable la posibilidad de que tal vez los Baudelaires simplemente escucharon mal lo que dijo el hombre con ganchos, ya que más adelante él hombre vuelve a repetir lo que dijo pero no dice lo que los niños escucharón.

## Los dardos envenenados
El penúltimo peligro abre más posibilidades inquietantes sobre los padres de los Baudelaire. Kit Snicket le habla a los niños sobre la noche en que acudió a una ópera (La Forza del Destino) junto con los Baudelaire, y les entregó una caja de dardos de veneno sin embargo no explicó la razón. Más tarde en el mismo libro el Conde Olaf dice que sus padres fueron asesinados por dardos envenenados, y también dijo que tenía una buena razón para odiar a los Baudelaire. Esto implicaría que los padres de los Baudelaire asesinarón a los padres de Olaf y explicaría el rencor que siente el Conde Olaf contra la familia (y el motivo por el cual incendió la mansión Baudelaire, como muchos creen), y posiblemente la razón por la cual se volvió villano. También, uno de los "13 secretos impactantes que desearás nunca saber sobre Lemony Snicket" dice que Lemony ayudó a Beatrice a cometer un grave crimen antes de su muerte. Este crimen posiblemente puede ser la muerte del padre del conde Olaf, respaldando la posibilidad de que Beatrice es la madre de los Baudelaire.

## Alusiones

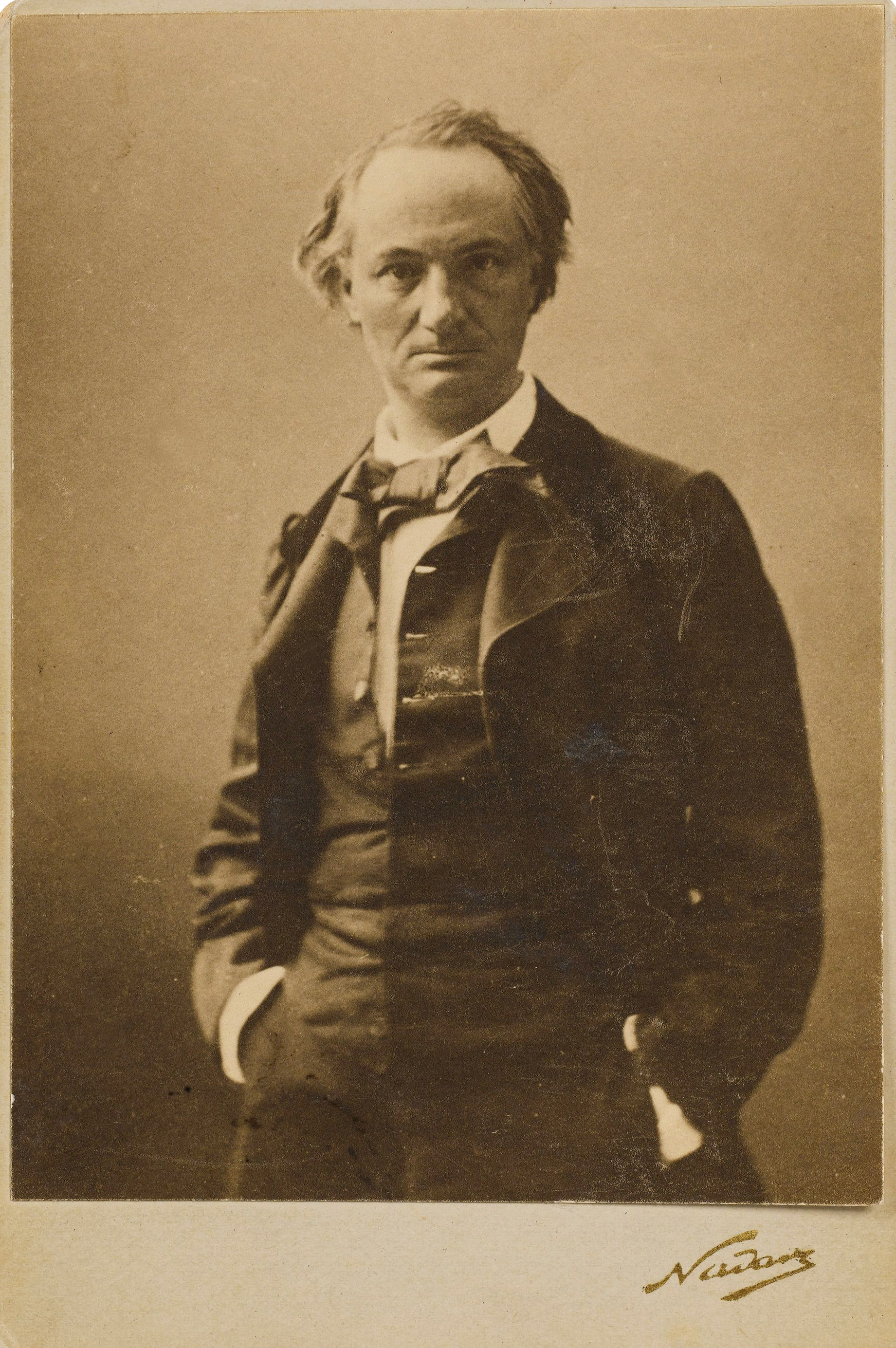
Charles Baudelaire.

A Snicket le gusta utilizar alusiones literarias y filosóficas dentro de sus libros. El apellido de los Baudelaire fue tomado de Charles Baudelaire y el nombre de su padre, Bertrand, fue tomado de Aloysius Bertrand, un poeta que fuertemente influyó a Baudelaire.
- Datos: Q2543804